# Jiří Hálek
Jiří Hálek (Prága, 1930. szeptember 10. – Říčany, 2020. december 18.) cseh színész.

## Fontosabb filmjei
- Szigorúan ellenőrzött vonatok (Ostře sledované vlaky) (1966)
- Esküvő istenigazában (Svatba jako řemen) (1967)
- Panzió szabad urak számára (Pension pro svobodné pány) (1968)
- A tetovált férfi (Muž, který stoupl v ceně) (1968)
- Bűntény a mulatóban (Zločin v šantánu) (1968)
- A legszebb kor (Nejkrásnější věk) (1969)
- A hullaégető (Spalovač mrtvol) (1969)
- Hetedik nap, nyolcadik éjszaka (Den sedmý, osmá noc) (1969)
- Uraim, megöltem Einsteint! (Zabil jsem Einsteina, pánové!) (1970)
- Egy kezdő hóhér első ügye (Případ pro začínajícího kata) (1970)
- Hófehérke hercege (O Sněhurce) (1972)
- Hogyan kell egy szamarat etetni? (Wie füttert man einen Esel) (1974)
- Fiacskám, én készültem! (Marečku, podejte mi pero!) (1976)
- A halott iskolatársak esete (Případ mrtvých spolužáků) (1977)
- Ötvenhat igazolatlan óra (Šestapadesát neomluvených hodin) (1977)
- Péntek nem ünnep (Pátek není svátek) (1980)
- Főúr, tűnés! (Vrchní, prchni!) (1981)
- A világ elveszett költői (Jak svět přichází o básníky) (1982)
- Szívélyes üdvözlet a Földről (Srdečný pozdrav ze zeměkoule) (1983)
- Holnemvolt (Jára Cimrman ležící, spící) (1983)
- Egy faun megkésett délutánja (Faunovo velmi pozdní odpoledne) (1983)
- Három obsitos (Tři veteráni) (1984)
- Doktor úr szerelmes (Jak básníkům chutná život) (1988)
- Gyöngéd barbár (Něžný barbar) (1990)
- A tánctanár (Učitel tance) (1995)
- Kórház a város szélén 20 év múlva (Nemocnice na kraji města po dvaceti letech) (2003, tv-sorozat, öt epizódban)